# Újfundlandi
Angol telepesek alakították ki ezt a kutyafajtát Új-Fundlandon. A retrieverek őse. Európában vízi mentőkutyaként vagy kedvtelésből tartják. Főleg Svájcban kedvelik.

## Testfelépítés
Az újfundlandi méltóságteljes, erős, masszív felépítésű kutya, vastag csontozattal. Mérete és súlya ellenére sem esetlennek, sem lassúnak nem tűnhet. Az újfundlandi háta széles és vízszintes, a lágyéka igen izmos. Mellkasa széles és mély. Vastag farka valamivel a csánkja alá lóg, csak a vége görbül felfelé. Járás közben magasabbra emelheti, de soha nem a háta fölé, és nem is kunkorítja befelé. Könyökei a testéhez simulnak. Lábai egyenesek és vastag csontúak, mancsai nagyok, formásak és előrenéznek. Érdekes, hogy a lábujjai között hártya feszül, ami az úszást segíti. Erős nyaka mérsékelten hosszú. A kutya feje széles és erős, jól fejlett tarkónyúlványa van. Az arcorri rész rövid és csaknem négyszögletes. A stop nem lehet határozott. A fülei magasan és eléggé hátul tűzöttek, viszonylag kicsik és lelógók, szőrzetüknek rövidnek kell lennie. A kicsi szemek sötétbarnák és távol ülnek egymástól. A szemhéjaknak szorosan kell záródniuk. Lehetőleg ollószerű harapásnak kell lennie, de a harapófogó-szerű harapás is elfogadható. Az újfundlandi kétrétegű szőrzete vízálló, közepes hosszúságú, zsíros és sűrű. A farkon hosszabb zászlós szőrök nőnek. A lábak hátsó oldalán is valamivel hosszabb a szőrzet. A nyakán nem lehet gallér. A megengedett színek az egyöntetű fekete és az egyöntetű barna, némi fehér rajzolattal, bár ez meglehetősen ritka. Ebben az esetben a szép rajzolatú, fekete nyerget és a fekete maszkot, a homlokukon pedig fehér csillagot viselő állátok preferáltak. A fehér foltokban nemkívánatosak az apró fekete pöttyök. Létezik szürke változata is, ez is ritkának számít. A legtöbb ebtenyésztő szervezet a fekete-fehér változatot is ide sorolja, az FCI azonban külön fajtaként tartja nyilván, ez a Landseer. 
|  |

## Jelleme
Jó természetű, barátságos, szelíd, őszinte, könnyen kezelhető kutya. Általában igen békés, főként a lakásban. Az emberekkel és az állatokkal is barátságos, a családjával pedig kimondottan kedves. Nem különösebben éber, de szükség esetén megvédelmezi családját. Nem ugat sokat, ezért ha hangosan jelez, azt mindenképpen ellenőrizni kell. Szeret úszni, akármilyen legyen is az időjárás. Az újfundlandi kiváló társ. Nincs vele baj, és általában a többi kutyát is barátságosan üdvözli. A gyerekekkel nagyon türelmes és jámbor. A háziállatokkal is elég jól kijön, akárcsak kisebb haszonállatokkal. A jó szándékú látogatókat barátságosan üdvözli.

## Méretei
- Marmagassága: kan: 68–75 cm; szuka: 62–70 cm
- Testtömeg: 54–70 kg
- Várható élettartam 9-10 év

## Megjegyzés
Nevelését nyugodt, kiegyensúlyozott módon kell végezni. Ez a kutya igen érzékeny a gazdája hanghordozására. Soha nem fog kelleni megbüntetni, ha a gazdája következetesen bánik vele, és egyértelműen közli a szándékát. Az új utasításokat elég gyorsan megtanulja, de nem szereti a túl hosszú foglalkozásokat, és nem tartozik a leggyorsabban tanulók közé. Szeretne a gazdája kedvében járni, de ez nem jelenti azt, hogy az értelmetlen parancsokat is végrehajtja. Nagyszerű családi kutya, de a gazdájának nem szabad alábecsülnie szőrápolási igényét. Az újfundlandi minden vízzel kapcsolatos tevékenységben szívesen benne van. Sok újfundlandiban természetes „mentési ösztön” él – jó néhányszor leírták már, hogy ilyen kutyák megpróbálták partra húzni mit sem sejtve úszkáló gazdájukat. Ez azonban csak a fajta kutyáinak egy részére érvényes. A meleg éghajlatot nehezen tűri, s csakis akkor viseli el, ha szinte állandóan vízben úszkálhat, egyébként egészsége nagyon leromlik, betegségek iránt fogékonnyá válik. A mi klímánkon tartani sok vesződéssel jár.

## Külső hivatkozások
- Újfundlandi fajtaismertető a Kutya-Tár-ban
- Az újfundlandi